# Bisdom Nakuru
Het bisdom Nakuru (Latijn: Dioecesis Nakurensis) is een rooms-katholiek bisdom met als zetel Nakuru, in Kenia. Het bisdom is suffragaan aan het aartsbisdom Nairobi. 

## Geschiedenis
Het bisdom werd opgericht op 11 januari 1968, uit delen van het aartsbisdom Nairobi en de bisdommen Eldoret en Kisumu. Op 6 december 1995 verloor het gebied bij de oprichting van het bisdom Kericho. 

## Parochies
Het bisdom had in 2021 een oppervlakte van 18.149 km2 en telde 3.050.414 inwoners waarvan 20,2% rooms-katholiek was.

## Bisschoppen
- Denis Newman (apostolisch administrator: 1968 - 30 augustus 1971)

- Raphael Simon Ndingi Mwana’a Nzeki (30 augustus 1971 - 14 juni 1996)
- Peter Joseph Kairo (21 april 1997 - 19 april 2008)
- Maurice Muhatia Makumba (19 december 2009 - 18 februari 2022)
  - David Kamau Ng’ang’a (apostolisch administrator: 19 maart 2022 - 6 mei 2023)
- Cleophas Oseso Tuka (15 februari 2023 - heden)